# Suez Canal Authority
Suez Canal Authority är en statlig egyptisk myndighet som äger och driver Suezkanalen. Den grundades av Egyptens president Gamal Abdel Nasser i juli 1956 samtidigt med att Suezkanalbolaget nationaliserades.
Huvudkontoret ligger i Ismaïlia. Myndigheten har också kontor i Suezbolagets tidigare administrationsbyggnad i Port Said. 
Företaget har 14 lotsstationer och en flotta på 60 fartyg, som bogserbåtar, mudderverk och kranfartyg.

## Intäkter
Suezkanalen är en stor inkomstkälla för den egyptiska staten. Suez Canal Authority hade 2020 bruttointäkter på 5,6 miljarder amerikanska dollar från 18.829 passerande fartyg.